# Polycyrtus alexisi
Polycyrtus alexisi är en stekelart som beskrevs av Zuniga 2004. Polycyrtus alexisi ingår i släktet Polycyrtus och familjen brokparasitsteklar. Inga underarter finns listade i Catalogue of Life.